# Dicaeum celebicum kuehni
Sous-espèce
Dicaeum celebicum kuehni est une sous-espèce du Dicée des Célèbes (Dicaeum celebicum), espèce de passereaux de la famille des Dicaeidae. Cette sous-espèce est endémique des îles Wakatobi. 
En 2014, la conclusion d'une étude phylogénique de Kelly et al. est que cette sous-espèce devrait être élevée au rang d'espèce (Dicaeum kuehni) tant elle est distincte génétiquement et morphologiquement du Dicée des Célèbes (Dicaeum celebicum). À la date de mai 2015, aucune autorité taxonomique n'a encore suivi cette conclusion.